# طهر عربي
الطهر العربي أو جَهْرَل الجزيرة أو تَعَّار حيوان ثديي مجتر من فصيلة البقريات، كان حتى فترة قريبة يصنف من ضمن جنس طهر الهيمالايا، إلا أن الدلائل الحديثة أظهرت أنه يُشكل جنسا خاصا به. يقتصر وجود الطهر العربي على الإمارات وسلطنة عمان في شبه الجزيرة العربية حيث يستوطن سلسلة جبال الحجر حتى ارتفاع 1,800 متر عن سطح البحر. ويعد الطهر العربيّ أصغر أنواع الطهر في العالم وهو قصير الجسد معقوف القرون في كلا الجنسين، كما ويمتلك شعرا محمرّ مائل إلى البني بالإضافة إلى خط داكن يمتد على طول الظهر وللذكور لبدة طويلة جدا تمتد على كامل عنقها وتستمر بالنمو بتقدم الحيوان بالسن، وتمتلك الذكور الطاعنة في السن لبدات تصل في طولها إلى الأرض بالإضافة إلى خطم أسود وخطوط قاتمة على العينين. يمتلك الطهر العربي كجميع أنواع الماعز والخراف البريّة، حوافر طيّعة لتساعده على التوازن والتمسك بالصخور في موطنه ذو التضاريس الجبليّة القاسية.

## الخصائص الأحيائية
يعيش الطهر العربي مستوحدا أو في مجاميع عائليّة صغيرة تتكون من أنثى وصغيرها أو ذكر وأنثى، على عكس بقية أنواع الطهر التي تعيش في قطعان وفي موسم التزاوج تشكل هذه الحيوانات مجموعات صغيرة للتناسل وتظهر التقارير أن الولادات تحصل على مدار العام وتستمر فترة الحمل من 140 - 145 يوما.

### الحمية
تعتبر هذه الحيوانات راعية فهي تقتات على الأعشاب والشجيرات وأوراق الأشجار ومعظم أصناف الفاكهة، ولا يستطيع الطهر العربيّ العيش بدون ماء لفترة طويلة بالرغم من أنه حيوان صحراويّ فهو يحتاج إلى الشرب كل يومين أو ثلاثة من الأنهار التي تعبر الوديان في موطنه.

### المخاطر التي تهدد النوع
يعتبر الطهر العربي مهددا بالانقراض كثيرًا وذلك عائد إلى الرعي الجائر للماعز والخراف المستأنسة في موطنه بالإضافة إلى القنص اللاشرعي وتدمير المسكن، وقد أدى انتقال البشر إلى المناطق المدينيّة في عمان وهجرهم قراهم خلال السنوات الماضية إلى هرب البعض من الماعز المسأنس الذي تركوه خلفهم إلى البريّة وتحوله إلى الوحشيّة وبالتالي منافسته للطهر على النباتات القليلة أصلا في موطنه. ويعتبر تدمير المسكن من أهم المسائل التي تساهم في تناقص أعداد الطهر حيث يؤدي إنشاء الطرق والمساكن واستخراج المعادن إلى استثمار المزيد من الأراضي التي تقطنها هذه الحيوانات.

### الحفاظ على النوع
بدأت جهود الحفاظ على الطهر في عام 1973 وفي عام 1975 أعلنت السلطات البيئيّة في عُمان حماية هذه الحيوانات في جبال الحجر، وفي عام 1980 ابتدأ العمل على برنامج للتكاثر في الأسر في مركز إكثار الثدييات العمانية لإكثار الطهر وإعادته إلى مؤله الطبيعيّ في البريّة، ويوجد حاليا 3 مراكز تقوم بالاهتمام بهذه المسألة أحدها في عُمان والإثنين الباقيين في الإمارات (وادي الوريعة وصير بني ياس) حيث تقوم بالإضافة إلى عملها الأصلي بإرشاد وتوعية الناس حول المخاطر التي يتعرض لها الطهر العربيّ.

## وصلات خارجية
- الطهر العربي من القائمة الحمراء من الاتحاد العالمي للحفاظ على الطبيعة.
- الطهر العربي كأحد الأنواع في مركز الشارقة لإكثار الحياة البرية العربية.
- آركيف: صور ومعلومات عن الطهر العربي. نسخة محفوظة 15 يونيو 2009 على موقع واي باك مشين.
- الطهر العربي من موسوعة بريتانيكا.

## اقرأ كذلك
- قائمة مزدوجات الأصابع حسب العدد